# 新潟中国総領事館の万代小学校跡地移転問題

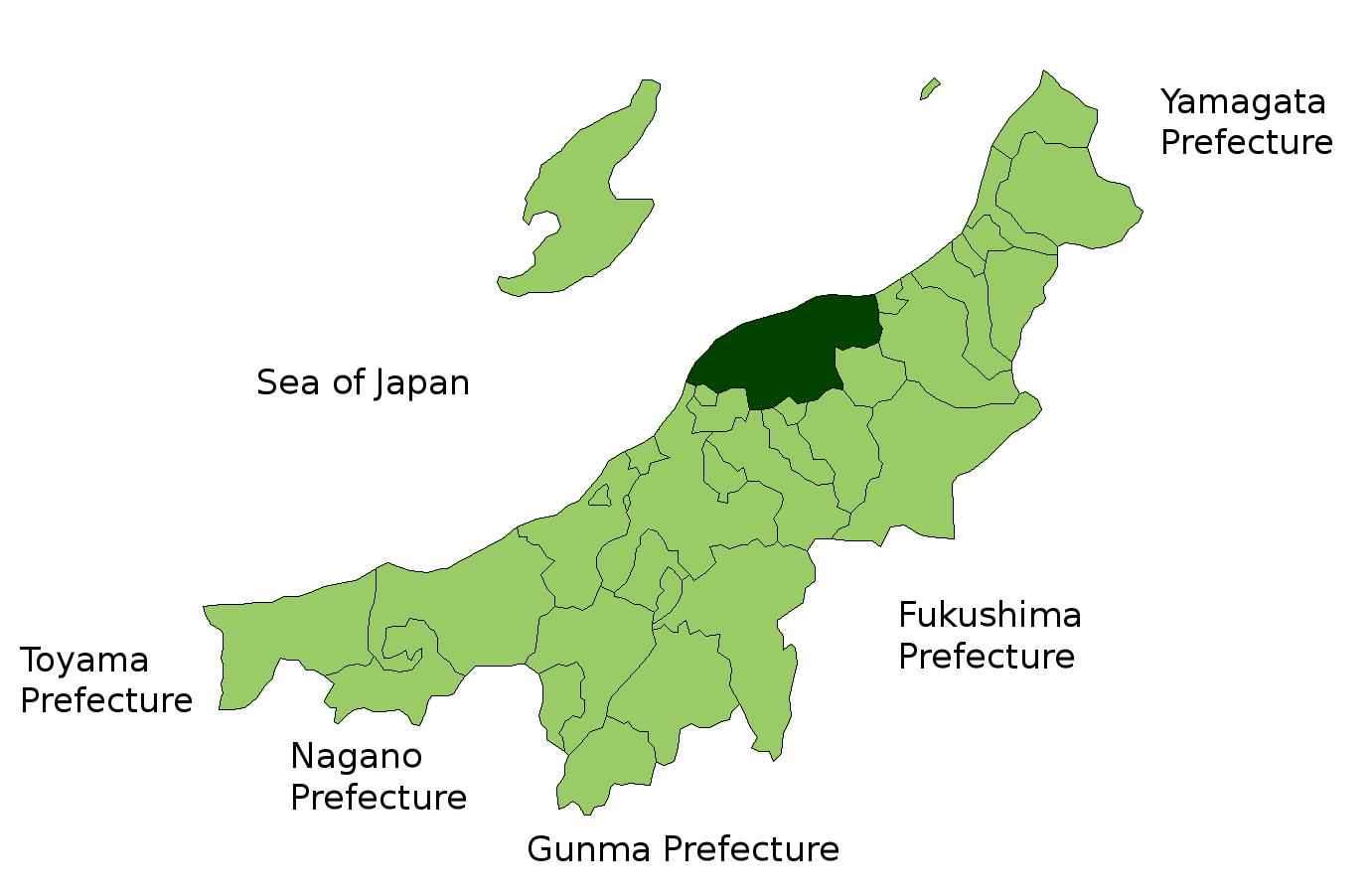
新潟県新潟市

新潟中国総領事館の万代小学校跡地移転問題（にいがたちゅうごくそうりょうじかんのばんだいしょうがっこうあとちいてんもんだい）とは、新潟県新潟市に開設された中華人民共和国駐新潟総領事館が、2011年（平成23年）を目途に新潟市立万代小学校跡地へ移転・拡張する計画について、その是非が問われた問題である。同跡地は、JR新潟駅から徒歩8分（道なりに640m）ほどの同市中央区東万代町9-2（北緯37度55分2.3秒 東経139度3分47.4秒 / 北緯37.917306度 東経139.063167度）にあり、面積は約15,000m2である。
中国総領事館の誘致は新潟県では1998年から長年に渡って誘致が行われており、また古町では産業の空洞化から該当地域の商店より中華街実現に関する要望書が提出されていた。朱鷺メッセに開設された総領事館は後に、中国側の希望で新潟市立万代小学校跡地に移転する準備が進められていた。十分な説明がなされないまま移転準備が進んでいったが、尖閣諸島中国漁船衝突事件による日中関係の悪化の結果、移転反対の声が高まり移転計画は凍結された。篠田昭新潟市長は土地売却の方向性を示していたが、後に開かれた新潟市議会では土地売却方針を見直す請願を複数採択し、最終的には中国領事館への売却は市民の反対から取りやめになり、跡地には高級複合マンションのロイヤルパークスER万代が2018年に設置された。
東京都や名古屋市でも同様に中国大使館都内一等地買収問題、名古屋中国総領事館の国家公務員宿舎跡地移転問題が起きた。

## 経過
2009年（平成21年）
- 3月、中国政府による沖縄中国総領事館設置要望を外務省が拒否する[2]。代わりに新潟中国総領事館設置が提起された[2]。

2010年（平成22年）
- 6月24日、中国総領事館が万代島ビル20階に開設（新潟市中央区万代島5-1、北緯37度55分31.4秒 東経139度3分33.4秒）。当ビルの8階には大韓民国総領事館、12階にはロシア連邦総領事館がある。
- 7月24日、王華中国総領事が新潟中華街構想等を泉田裕彦知事に提案する[2]。
- 8月中旬、中国政府が万代小学校跡地買収を要望する[3]。
- 9月7日、尖閣諸島中国漁船衝突事件が発生。
- 9月15日、篠田昭新潟市長が市議会に中国から打診があったことを報告[3]。
- 9月10日、中国総領事館移転について新潟市が旧万代小学校地域の自治会長説明会[3]。
- 9月16日、万代小学校跡地売却のための測量開始。中国総領事館移転について地元の東万代町自治会説明会[3]。
- 9月21日、中国総領事館について万代地域コミュニティ協議会関係者へ説明会[3]。
- 10月9日、新潟市は西大畑地区の自治会に対して西大畑仮移転の説明会、10人程度の出席に留まった（第1回）。
- 10月15日、中国総領事館西大畑移転説明会（第2回）が実施され、70名程が集まった。
- 10月25日、中国総領事館が新潟島（新潟市中央区西大畑町5220-18、北緯37度55分30.6秒 東経139度2分12.1秒）に移転[4]。
- 10月29日、唐家璇元外相率いる新日中友好21世紀委員会が5日間に渡って新潟市内を視察（〜11月2日）[5]。
- 11月4日、尖閣諸島中国漁船衝突映像流出事件が発生。
- 11月18日、新潟市は中国に日中間の国際情勢などから年内の売却は難しいと報告する。
- 11月29日、市民団体が新潟市議会に市民理解がないまま土地売却を強行しないこと、および国益を踏まえた慎重な対応を請願[6]。
- 12月15日、市議会（文教経済常任委員会）が市民団体の請願について「継続審議」とすることを決定[7]。
- 12月21日、篠田昭新潟市長は定例会見にて、基本的には売却する方向で動きたい、今は説明会を開催できる雰囲気ではない[8]と述べた。

2011年（平成23年）
3月22日、新潟市議会は、土地の売却方針を見直す請願、第49号、53号、54号すべてを採択した。
2015年 (平成27年)
公募型プロポーザル方式による売却方針が決定、また中国領事館への売却は市民の反対から取りやめとなった。同年3月24日　大和ハウス工業株式会社、株式会社リビングギャラリーへの売却が決まり跡地には高級複合マンションの建設が決まった。
2018年（平成30年）
跡地にロイヤルパークスER万代が完成。

## 新潟市議会が採択した請願
2011年3月22日、新潟市議会によって採択された請願の詳細は以下の通り。
- 請願第49号：在新潟中国総領事館への市有地売却について

1. 反対する周辺住民や市民の不安を放置したまま、土地売却を強行しないこと。
2. 外国への土地売却に関しては、国益の損失につながるおそれがないか、細心の注意を払い、慎重に検討して、対応すること。

- 請願第53号：中国総領事館に万代小学校跡地を売却することについて

1. 地域の安心、安全のために、十分な話し合いをすること。
2. 市民の財産である万代小学校跡地の売却については、白紙に戻し再検討すること。

- 請願第54号：在新潟中国総領事館への市有地売却について

1. 反対する周辺住民や市民の不安を放置したまま、土地売却を強行しないこと。
2. 中国への土地売却に関しては、断固白紙撤回を求める。

- 採択の詳細
  - 上記3つの請願はすべて採択された。
  - 請願第49号の1条と2条は改革ネットが反対した。
  - 請願第53号は両条とも全会一致で採択された。
  - 請願第54号は1条に改革ネットが反対した。2条には市民連合、改革ネット、公明党新潟市議団が反対した。
    - 改革ネットに属する議員：渡辺和光、山際敦、加藤大弥、上杉知之、吉田ひさみ
    - 公明党新潟市議団に属する議員：青木千代子、佐藤誠、鷲尾令子、小山進、宮原典子

## これまでの経緯

### 総領事館の誘致
新潟県は1998年に「中国総領事館新潟誘致促進協議会」（会長：平山征夫新潟県知事（当時））を設置するなど、長年に渡り中国総領事館の誘致活動を行ってきた。新潟県選出の田中眞紀子、田中直紀衆議院議員なども積極的に誘致活動を行ってきた。その結果、2010年6月24日に本州日本海側初の総領事館として開設した。新潟県への設置決定の際、「王毅前駐日中国大使閣下のお取り計らいにより、当時外交部副部長でいらした、戴秉国閣下に前向きにご検討いただけたこと、また、多くの方々から誘致等にご支援いただいた成果の賜物であり、駐日中国大使崔天凱閣下、日本政府代表谷内正太郎様、外務省を始めとする関係者の皆様のご尽力のお陰であると、心より感謝申し上げます。」との声明が県から出ている。新潟市も協議会に参加するなど、誘致に肯定的な立場を取っていた。

### 古町への誘致と中華街構想
新潟市の中心市街地である古町は、郊外型商業施設の台頭や不況の影響などにより近年空洞化が進み、大和新潟店などのキーテナントの撤退が相次いでいる。そのため2009年11月に官民協働による「まちなか再生本部」を設置（本部長：篠田昭新潟市長）するなど、商店街の活性化を模索していた。
当時、誘致については地元では特に大きな反対運動は起きていなかった。2010年5月には古町地区の定期イベント「古町どんどん」にて、総領事館開設記念として中華街を模したイベントを開催している。ちなみに中華街構想については2010年7月に中国側から大和新潟店跡地へ設置する提案があり、2010年10月には古町地域の商店主から中華街実現に向けての要望書が新潟市に提出された。

### 万代小学校跡地への移転計画と反対運動
朱鷺メッセに開設された総領事館であったが、中国は「単独の建物を」との希望から総領事館の移転を計画。その第1候補地として新潟市立万代小学校跡地を選定、2010年8月に敷地取得について新潟市に打診した（2010年10月25日には、移転を見越した一時的措置としNSGビル（新潟市中央区西大畑町）に移転。この移転を巡っては、7月にはNSGが同ビルの改装工事着工、8月に賃貸契約をしていたが住民に知らされたのは10月半ば。10月15日に開催された移転説明会において「11月1日からの契約」との説明があったにもかかわらず、実際にはそれよりも前に移転が実行され、説明会での住民の反対を押し切る形となった）。新潟市は地域の活性化に繋がるとし、市有地である学校跡地の売却に前向きであった。
2010年9月に尖閣諸島中国漁船衝突事件が発生し、日中関係が悪化すると、次第に移転反対の声が多く聞かれるようになる。特に、移転先である学校跡地周辺の住民からは、元々学校跡地に公民館などの地域密着型施設設置を希望していたこともあり、強い反対の声が挙がった。
そのため新潟市は、現時点で地域住民の理解が得られないとして2010年11月18日に敷地売却の一時凍結を決定した。今後、日中関係をめぐる世論が好転すれば再び検討するとしている。
2010年11月29日、市民団体「中国領事館問題を考える市民の会」が、市内外14,227名の反対署名（市内8,639名、市外5,588名）と共に以下の内容を新潟市議会に請願した。
翌12月15日、新潟市議会の文教経済常任委員会にてこの請願を採択すべきかどうか審議された。

## 篠田昭新潟市長の見解
2010年12月7日、市議会定例会において市議と篠田昭市長との間で本件に関する質疑応答があった。

回答者：篠田昭新潟市長
- 質問者：高橋三義議員（新市民クラブ）[15]
  - （質問）中国総領事館の誘致目的や意義、および拠点性の向上や経済効果をどう考えているのか？
    - （回答）新潟と中国の文化・観光・経済等様々な分野での交流拡大発展が目的。韓国、ロシア、中国の3か国の総領事館が揃い、本市の拠点性がさらに高まった。経済交流の活発化を期待するとともに、本市が北東アジアの平和と安定に貢献できるように努力したい。

  - （質問）総領事館の役割と今後期待するものは何か？
    - （回答）総領事館の業務は日本人への査証（ビザ）の発行、文化・観光・経済等分野での交流推進、自国民の保護、市民・地域住民への情報提供等。中国総領事館にはこれまで、上海万博新潟フェアへの支援など、多くの分野で様々な協力をいただいている。

  - （質問）多くの市民は治安上の問題をいちばん心配している。治外法権を含めた治安の安全性をどう考えているか？
    - （回答）総領事館の警備については警察が24時間態勢で警備にあたっており、近隣地域の安全確保については万全の態勢。治外法権は領事業務に関する特権であり、総領事館が犯罪被疑者を匿う施設であるとは認識していない。

  - （質問）5,000坪はあまりにも広い。建設の規模職員体制など事前に相談があったのか？他の5か所の領事館立地との比較はどうなのか？
    - （回答）総領事館によると事務所に加え、職員宿舎や公邸、地域交流に活用できる庭園等も設置したいとの事。今後面積について総領事館と協議していく。
- 質問者：山田洋子議員（市民クラブ）[16][17]
  - （質問）市長の記者会見で凍結という言葉を使われたが、凍結ということは具体的には来年度以降どのように考えているのか？
    - （回答）報道各社には凍結という言葉で報道されたが、私は凍結という言葉は使っていない。現在は通常の雰囲気で地域住民への説明会が開けないので、しばらく状況を見守る。

  - （質問）本件は将来の市民にとっても非常に重大な問題だ。住民投票をして信を問うべきではないか？
    - （回答）市民の代表である議会の判断が肝要であり住民投票は考えていない。

  - （質問）中国は北朝鮮の羅津港に50年租借をしたが、どのような認識か？日本海にまっすぐ出るルートで中国人の大量流入も考えられるのではないか？
    - （回答）中国が北朝鮮の羅津港の埠頭の一部を借り上げている。現在北朝鮮とは国交もなく輸出入は禁止されている事から、同港を利用した物流について現時点で可能性はないと考えている。

  - （質問）北京五輪聖火リレーの長野市で国内中国人留学生が動員された前例もあるが、中国の国防動員法についてどう思うか？
    - （回答）この法律は中国において国家の主権統一・領土の保全及び安全が脅威にさらされた場合を念頭に民間資源の徴用等含む国防動員制度を全面的に整備したものと聞いている。

  - （質問）住民への説明会が通常の雰囲気ではない、ということが説明会をしない理由だそうだが、本当に自信があり必要であれば何度でもきちっと説明すべきではないか。通常の雰囲気とはどういうことを言っているのか？
    - （回答）この問題について地域以外からいろいろな意見が頻繁に出てくるというような事、これは通常の雰囲気ではないと思っている。

## 日本政府の見解
2010年10月26日、参議院外交防衛委員会においてこの件についての言及があった。
質問者：浜田和幸委員（自由民主党）
回答者：前原誠司外務大臣
- （質問）総領事館の敷地としてこれだけ広大な、東京にある中国大使館より広い土地を入手する。私も新潟に行ってきたが、中国の総領事館員は数十人しかいない。それで何で5,000坪もの広大な敷地で総領事館を作る必要があるのか？それは「何らかの別の意図がある」と推察するのも外務省として必要な情報収集分析の仕事ではないか？
  - （回答）一般論で言うと、本邦に所在する外交団・領事団がその活動を十分に行うため必要な施設を適当な手段で確保することは望ましい。領事関係に関するウィーン条約第30条においては「接受国は派遣国が自国の領事機関のために必要な公館を接受国の法令に定めるところにより、接受国の領域内に取得することを容易にし、また派遣国が取得以外の方法で施設を入手することを助ける」とある。ただ、公館という物が領事機関の事務所のみという事にも限定されているので、その点を我々としては注目をしていきたい。
- （質問）総領事館や在外の外国の公館、これはその日本が我が国の税金で警備する責任を負っている。新潟の場合、今は朱鷺メッセのビルの中にロシア、韓国の総領事館と一緒に入っていて何ら問題ない。そこを何故5,000坪の土地が、領事活動のために必要なのか。先ほど地域住民に対する説明が行われたと仰ったけれども、地域の住民は大変な不安を持っており反対運動も起こっている。そういう状況をどう打破するのか？
  - （回答）先ほど答弁した通りだが、この動きについてはしっかりと注目をしていきたい。
- （質問）是非お願いします。先に沖縄に中国が総領事館を申請した時にはキッパリと在日米軍基地との関係もあって拒否をした。そういう姿勢も必要だ。

## 意見および論点

### 新潟における反対意見
- 売却に対し反対声明を行った山田洋子新潟市議は「新潟が長年かけて総領事館を誘致したことは一定の評価が出来ます。けれど、市中心部の5,000坪を売り渡せば、そこには日本人はもはや容易に立ち入ることが出来なくなります。大使館の土地はその国の領土と同じです。市中心部の広大な空間がそれでいいのか、我々は慎重に考えなければならないと思います」として慎重であるべきと述べている[5]。

### 日本文化チャンネル桜での意見
- 中国はロシア・韓国領事館が同居するビルに総領事館を6月に設置したが、8月になると、新潟市立万代小学校跡地（約5000坪にもなる）総領事館を建設するとともに閉店したばかりの百貨店跡地に中華街を作るとした構想を篠田昭新潟市長に提案すると、中国と新潟市長が一体となって計画を推進しだしたために、地元住民からは強い反対意見が沸き起こっている。また、東京都の中国大使館より大きい土地を購入する理由が不透明であり、同時期から名古屋3000坪を購入する動きなど、日本侵略計画の一環で間違いないと問題視している[2][3]。
- 仙台中華街構想を止めた元仙台市長の梅原克彦は「横浜では華僑の人々が地域自治体と長年かけて信頼を築き上げ、中華街が生まれました。しかし、新たに作ろうとする中華街は広大な土地を中国がまず買い取って、必ずしも地元の意思と関係なく彼らの思い通りに街を作ろうというものです」として新潟中華街構想に反対を表明している[2]。

### 不平等関係
- ジャーナリストの櫻井よしこは中国政府は決して中国国内の土地を売らないため、日本が中国に開設している総領事館は全て賃貸物権であるが、中国が日本に開設した領事館は新潟、名古屋を除いて土地を取得しており、その新潟、名古屋でも土地を取得しようとしているのは不平等であると非難している[5][1]。
- 産経新聞は、相互主義の立場からは中国の駐日公館の土地はすべて賃貸でなければ公平性を欠くとしており、アメリカ政府は中国の駐米公館の土地所有は認めていないことから、「日本はいかにもおめでたい」と評している[19]。

### 不動産会社からの献金と中原八一参議院議員の発言
- 2012年3月の参議院国土交通委員会で、自由民主党の中原八一議員は、「中国側からしっかりその領事館建設の中身を聞いて、妥当であるというのであれば、地元の市や県にただ任せるだけではなくて、外務省がしっかりと仲介に立ってぜひ進めていただきたい。新潟県としては、中国領事館の建設に反対するものではない」と発言。
- その後2014年5月、総領事館の移転用地売買に関係する不動産会社から政治献金を受けていた事実が判明。献金を受けて不動産会社に便宜を図ったとも取れる発言であるが、中原氏は「便宜を図る意図はなかった」としている。不動産会社と中国当局との関係などは不明[20]。

## 日本国内の中国公館
| 名称             | 住所                              | 管轄区域 | 土地の保有形態 | 敷地面積                                                    |
| ---------------- | --------------------------------- | --- | -------------- | ----------------------------------------------------------- |
| 中国大使館       | 東京都港区元麻布3-4-33            | 日本国（総領事館管轄区域以外）                                                                                   | 所有           | 3333坪（11,000m2）                                          |
| 駐大阪総領事館   | 大阪府大阪市西区靱本町地区3-9-2   | 大阪府、京都府、兵庫県、奈良県、和歌山県、滋賀県、愛媛県、高知県、徳島県、香川県、広島県、島根県、岡山県、鳥取県 | 所有           | 364坪（1,200m2） （事務棟91坪、別館121坪、公邸・官舎152坪） |
| 駐福岡総領事館   | 福岡県福岡市中央区地行浜1-3-3     | 福岡県、山口県、佐賀県、大分県、熊本県、鹿児島県、宮崎県、沖縄県                                                 | 所有           | 1,515坪（5,000m2）                                          |
| 駐札幌総領事館   | 北海道札幌市中央区南13条西23-5-1  | 北海道、青森県、秋田県、岩手県                                                                                   | 所有           | 1,515坪（5,000m2）                                          |
| 駐長崎総領事館   | 長崎県長崎市橋口町10-35           | 長崎県 | 所有           | 1,000坪（3,300m2）                                          |
| 駐名古屋総領事館 | 愛知県名古屋市東区東桜2-8-37      | 愛知県、岐阜県、福井県、富山県、石川県、三重県                                                                   | 賃貸           |                                                             |
| 駐新潟総領事館   | 新潟県新潟市中央区西大畑町5220-18 | 新潟県、宮城県、山形県、福島県                                                                                   | 賃貸           |                                                             |

## 中国国内の日本公館
| 名称           | 住所                                        | 管轄区域                               | 土地の保有形態 | 敷地面積 |
| -------------- | ------------------------------------------- | -------------------------------------- | -------------- | -------- |
| 日本大使館     | 北京市朝陽区建国門外日壇路7号               | 中華人民共和国（総領事館管轄区域以外） | 賃貸           |          |
| 在重慶総領事館 | 重慶市渝中区鄒容路68号大都会商廈37F         | 重慶市、四川省、雲南省、貴州省         | 賃貸           |          |
| 在広州総領事館 | 広州市環市東路368号花園大厦                 | 広東省、広西壮族自治区、福建省、海南省 | 賃貸           |          |
| 在上海総領事館 | 上海市万山路8号                             | 上海市、江蘇省、浙江省、安徽省         | 賃貸           |          |
| 在瀋陽総領事館 | 遼寧省瀋陽市和平区十四緯路50号              | 遼寧省、吉林省、黒龍江省               | 賃貸           |          |
| 在青島総領事館 | 青島市香港中路59号 青島国際金融中心45階     | 山東省                                 | 賃貸           |          |
| 在香港総領事館 | 香港中環康楽廣場8號交易廣場第一座46樓及47樓 | 香港特別行政区、マカオ特別行政区       | 賃貸           |          |